# Шамбала (мультфильм)
«Шамбала» — российский мультфильм режиссёра Андрея Колпина, созданный в 2004 году кинокомпанией «Мастер-фильм». Фильм участвовал в конкурсной программе Открытого российского фестиваля анимационного кино 2005 года,F обладатель двух дипломов — «за воплощение идеи всепобеждающей любви» XIV международного кинофорума «Золотой витязь» и «за выразительный стиль» VIII международного фестиваля анимационного кино «Анимаевка».

## Сюжет
Мальчик, переплывая на плоту через речку, теряет равновесие и падает в воду. Отец-охотник спешит на помощь сыну, но того тем временем уже спасает оказавшийся неподалёку бобр. Спасённый ребёнок напоминает бобру разлучённого с ним сына, с которым тот часто проводил время, вытачивая для него разные деревянные поделки. Решив сделать куклу мальчика, бобр навлекает на себя гнев бобровой деревни и помещается в священную лужу. После произнесения старейшиной заклинания отщепенец перемещается в иное пространство, превратившись в Джеппетто из «Приключений Пиноккио», а его «Пиноккио» — в бобра, но даже это обстоятельство не заставляет унывать их обоих. А спустя некоторое время и остальные бобры, включая старейшину, приходят к священной луже с куклами, следуя примеру недавнего отщепенца.

## Создатели
| режиссёр       | Андрей Колпин                                                                 |
| сценарист      | Андрей Колпин                                                                 |
| художники      | Сергей Братерский, Тамара Колпина, Андрей Колпин, Жанна Маршева, И. Дорошенко |
| аниматоры      | Андрей Колпин, Сергей Братерский, Сергей Гордеев                              |
| оператор       | Сергей Гордеев                                                                |
| продюсеры      | Александр Герасимов, Вячеслав Маясов                                          |
| композитор     | Илья Читашвили                                                                |
| звукооператоры | Елена Коровкина, Ольга Игнатова                                               |